# 山本博資
山本 博資（やまもと ひろすけ、1952年 - ）は、日本の情報工学者。東京大学名誉教授。

## 人物・経歴
和歌山県和歌山市出身。和歌山市立西浜中学校を経て、1971年和歌山県立桐蔭高等学校卒業。1975年静岡大学工学部電気工学科卒業。1980年東京大学大学院工学系研究科電気工学専攻博士課程修了、工学博士。同年徳島大学工学部助手。1981年同講師。1983年同助教授。1987年電気通信大学電気通信学部助教授。1989年スタンフォード大学ISL客員研究員。1995年東京大学工学部助教授。
1999年東京大学大学院工学系研究科教授に昇任。2001年東京大学大学院情報理工学系研究科教授。2004年東京大学大学院新領域創成科学研究科教授。2018年定年退職、東京大学名誉教授、中央大学研究開発機構客員機構教授。2020年早稲田大学大学院基幹理工学研究科客員教授。情報理論分野で先駆的な研究を行い、その成果が携帯電話データ通信などに広く利用されているとし、2021年には電子情報通信学会功績賞を受賞した。

## 共著
- 『パソコンによるLISP入門』橋爪正樹共著. 森北出版, 1985.7
- 『現代暗号』 (シリーズ/情報科学の数学) 岡本龍明共著. 産業図書, 1997.6

### 翻訳
- カレン・プライス・ホッセル『ヒエログリフ・暗号』吉村作治共監修, 上田勢子訳. 丸善, 2004.3
- Thomas M.Cover, Joy A.Thomas『情報理論 基礎と広がり』古賀弘樹, 有村光晴,岩本貢共訳. 共立出版, 2012.7

## 受賞
- 1986年 浜松電子工学奨励会高柳研究奨励賞[4]
- 1994年 情報処理学会BestAuthor賞[4]
- 2005年 電子情報通信学会フェロー[4]
- 2010年 電子情報通信学会論文賞[4]
- 2011年 IEEE Fellow[4]
- 2016年 浜松電子工学奨励会高柳記念賞[5]
- 2018年 IEEE Life Fellow[4]
- 2018年 電子情報通信学会業績賞[4]
- 2021年 電子情報通信学会功績賞[2]
- 2022年 電子情報通信学会名誉員[6]